# Хакимов, Абдуллатип Абдулхакимович
Абдуллатип Абдулхакимович Хакимов (1840 — ?) — татарский купец II гильдии, меценат, хлеботорговец, депутат Уфимской городской думы в 1908—1916 годах.

## Биография
Родился в 1840 году в селе Тюнтер. Учился в вечернем медресе.
Хакимов содержал магазины и лавки в городах Бугульма, Уфа и селе Дюртюли, Бирский уезд, там располагалась его паровая мельница для обработки круп. Основу предпринимательской деятельности составляла торговля хлебом, мануфактурными и бакалейными товарами (годовой оборот составлял около 300 тыс. рублей). Владел рядом объектов недвижимости: тремя домами в Бугульме, двумя — в Уфе, земельными участками в Бирском (700 десятин) и в Бугульминском уездах (350 десятин).
Хакимов был набожным мусульманином. В 1906—1908 годах пожертвовал деньги на строительство в Уфе по ул. Бекетовской (ныне ул. М. Карима) мечети с двумя минаретами, при которой функционировала мусульманская школа. Официально мечеть называлась «Четвёртая соборная», в народе звалась «Хакимовская мечеть». Хакимов финансировал содержание медресе «Галия» и издание газеты «Аль-Галями аль-Ислами» («Мусульманский мир», издавалась в Уфе в 1906—1907 годах). В 1898 году стал одним из основателей и членов совета Попечительства о бедных мусульманах Уфы. Был членом Уфимского губернского управления Российского общества Красного Креста. Избран делегатом от уфимского купечества в Миллят меджлиси, также входил в состав Назарата финансов Милли идара. За благотворительную деятельность Уфимская городская дума присвоила ему звание потомственного почётного гражданина Уфы.
После Октябрьской революции семью Хакимовых преследовали, дальнейшая их судьба неизвестна. По одной из версий, они покинули страну, спасаясь от преследований, подругой — стали жертвами репрессий.
Его сын, Мухаммет-Назиб (1868 — ?), продолжил дело отца, был купцом I гильдии.